# 黑豹旅
黑豹卫队（塞尔维亚语：Гарда Пантери）又名黑豹卫队特种旅（塞尔维亚语：Специјална бригада Гарда Пантери），是波士尼亞戰爭期间塞族共和国军中的一支精锐部队。该部队创建于1992年5月2日，当时名为“森贝里亚和马耶维察塞尔维亚人自治州塞尔维亚民族卫队”（塞尔维亚语：Српска национална гарда (САО) Семберија и Мајевица），在指挥官布兰科·“潘特尔”·潘泰利奇阵亡后，新任指挥官柳比沙·萨维奇与塞尔维亚团结基金会的其他成员共同决定将部队更名为“黑豹卫队”。南斯拉夫內戰期间，黑豹旅曾在波斯尼亚和黑塞哥维那作战。